# Horsforth
Horsforth est une ville de la Cité de Leeds, dans le Yorkshire de l'Ouest, en Angleterre. La ville possède une gare.